# Limonium creticum
Limonium creticum ist eine Pflanzenart aus der Gattung Strandflieder (Limonium).

## Merkmale
Limonium creticum ist ein ausdauernder Halbstrauch, der Wuchshöhen von 20 bis 45 Zentimeter erreicht. Der Stängel und die Ähren sind gebogen, biegsam und hellgrün. Die Laubblätter messen 20 bis 85 × 5 bis 20 Millimeter, sind stumpf oder schwach stachelspitzig, verkehrteiförmig-spatelig, ein- bis dreinervig, lederig und verschmälern sich am Grund plötzlich in den Stiel. Ihr Hautrand ist schmal. 
Das innere Tragblatt ist elliptisch, zweifarbig, in der Mitte rostbraun gefärbt, am Rand schwach häutig und 6,0 bis 6,8 Millimeter groß. Die Rispe ist pyramidenförmig. Die Ähren weisen je Zentimeter 2 bis 4 einseitswendige, ein- bis dreiblütige, selten bis vierblütige Ährchen auf. Der Kelch ist (5,6) 6,0 bis 6,2 Millimeter groß und hat auf den Rippen eine dichte Behaarung. Die Kelchzipfel sind stumpf.
Die Blütezeit liegt im Juni.
Die Chromosomenzahl beträgt 2n = 51.

## Systematik
Limonium creticum wurde 1989 von der griechischen Botanikerin Rea Artelari (geb. 1948) beschrieben. Ein Synonym ist Limonium rigidum Alf.Mayer.

## Vorkommen
Limonium creticum ist auf Kreta in den Regionalbezirken Chania und Iraklio endemisch. Die Art wächst auf Kalk- und Sandsteinfelsen am Meer.